# Náboženská obec Církve československé husitské v Benátkách nad Jizerou

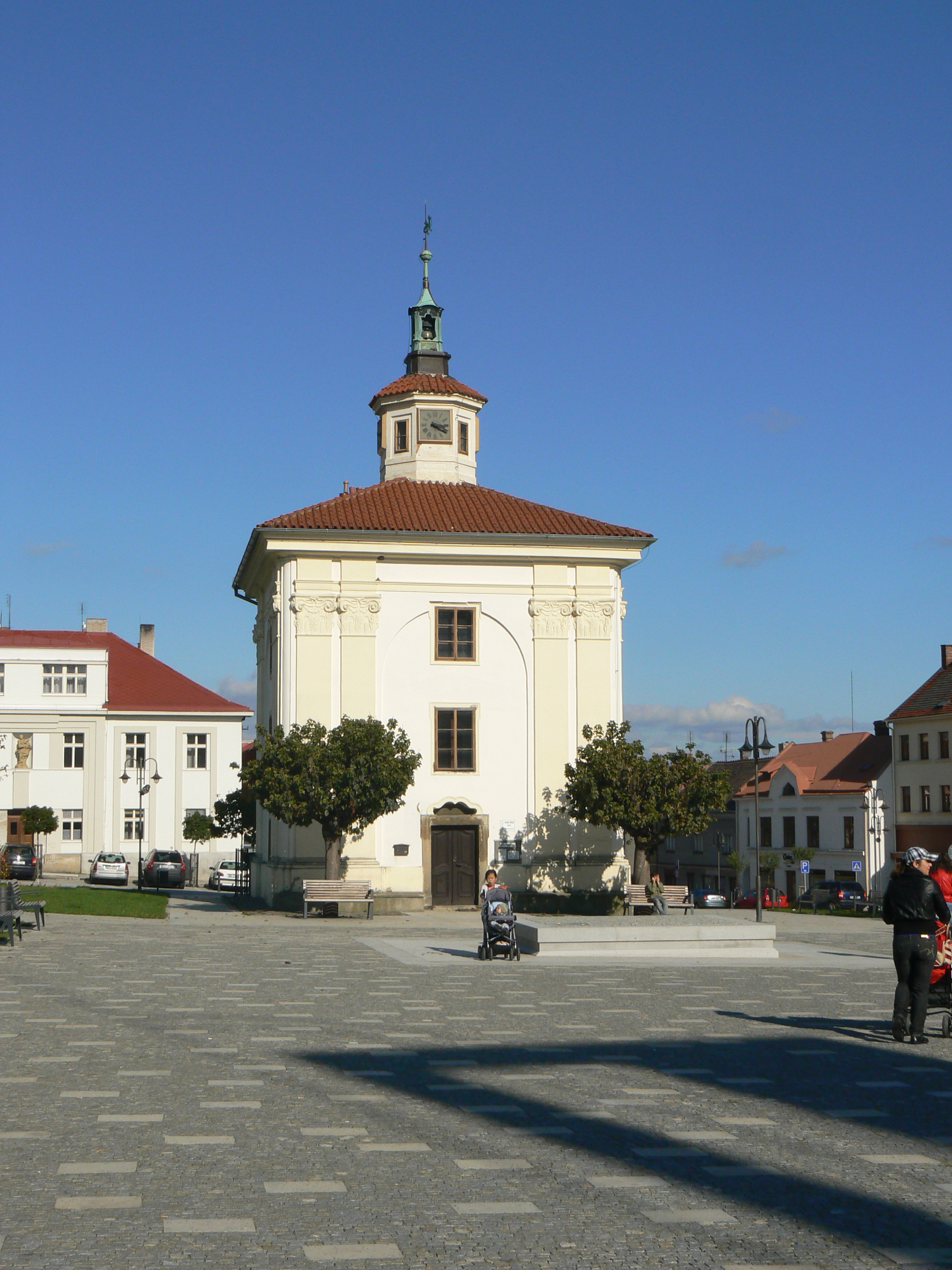
Kaple CČSH v Benátkách nad Jizerou

Náboženská obec církve československé husitské v Benátkách nad Jizerou (NO CČSH Benátky nad Jizerou) je náboženskou obcí Církve československé husitské se sídlem a působností v Benátkách nad Jizerou a okolních diasporách v Chotětově, Brodcích, Kochánkách, Zdětíně, Bezně, Sovínkách, Hrušově, Horním a Dolním Slivně, Mečeříži, Horkách nad Jizerou, Sedlci, Předměřicích, Tuřici, Sobětuchách a Kropáčově Vrutici. Sídlem náboženské obce je kaple sv. Rodiny v Benátkách nad Jizerou.

## Založení a duchovní
Náboženská obec byla oficiálně schválena 10. července 1923. Duchovní a kazatelé z povolání, kteří zde postupně působili:
- Jaroslav Krejcárek (1923 – ?)
- J. Janeček (1926 – 1930)
- František Doubek (1. srpna 1930 – listopad 1966)
- Drahomíra Soukupová (1. ledna 1967 – 31. května 1967)
- Aurelie Durchánková (1. června 1967 – 1972)
- Lenka Palčovičová, roz. Durchánková (1972 – 28. února 1974)
- Miroslav Palčovič (1. března 1974 – 29. února 1976)
- Jana Wienerová roz. Kuchtová (1. března 1976 – 1. dubna 1980)
- Miloslava Taucová (1. dubna 1980 – 30. června 1982)
- Marie Černegová roz. Fialová (1. července 1982 – 30. dubna 1988)
- Lukáš Volkmann (1. května 1988 – ?)
- Helena Kyselová (? – 31. prosince 2000)
- René Hradský (1. ledna 2001 – ?)
- Lenka Palčovičová (? – dosud)